# Vitögd skogstrast
Vitögd skogstrast (Catharus fuscater) är en fågel i familjen trastar inom ordningen tättingar.

## Utseende och läte
Vitögd skogstrast är en liten trast med karakteristiskt utseende. Fjäderdräkten är helt sotgrå, med mörkare panna och vitare buk. Ögat är ljust med en bjärt rödorange ring runt. Även näbb och ben går i rödorange. Könen är lika. Sången består av enkla flöjtande fraser som ofta upprepas.

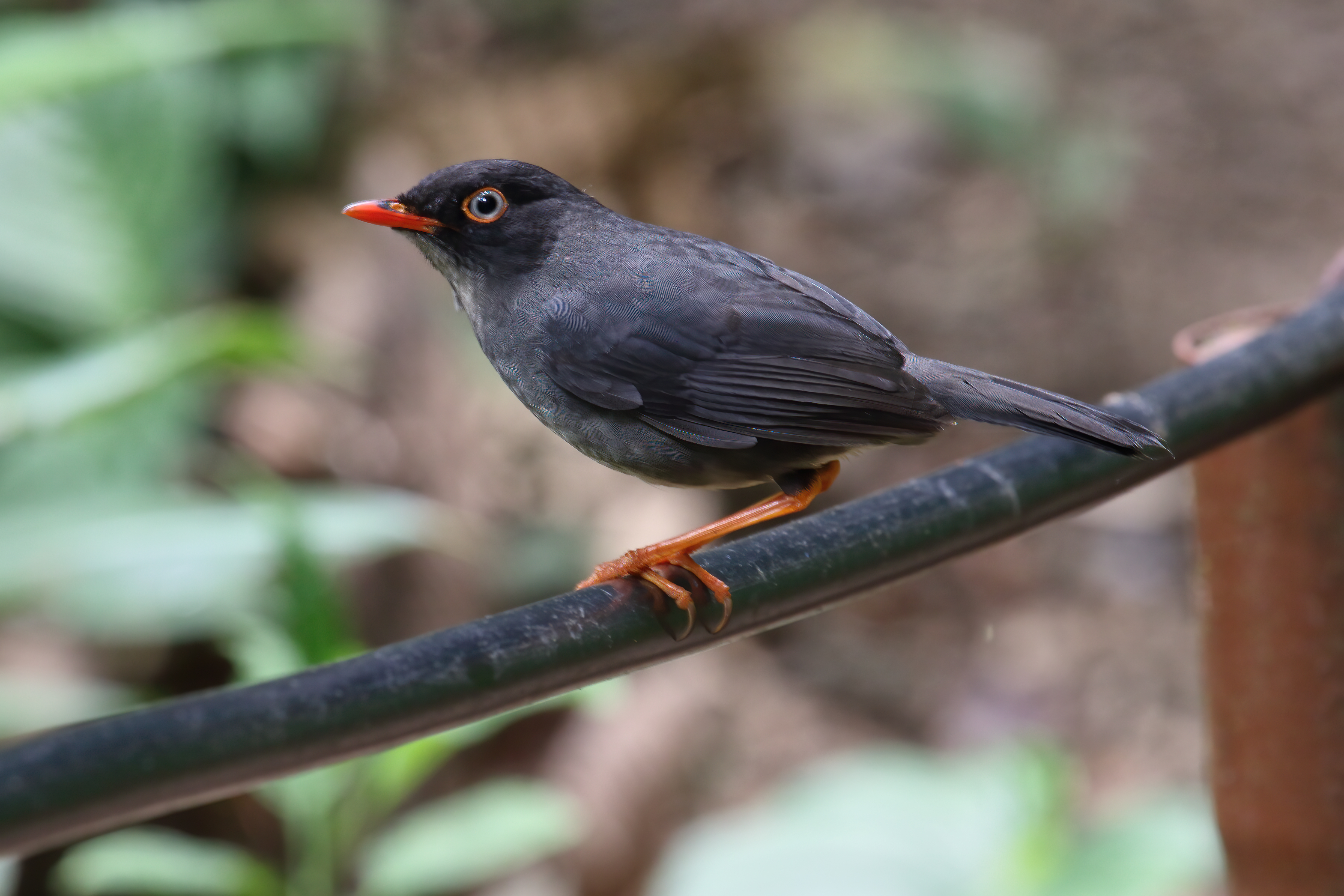

## Utbredning och systematik
Vitögd skogstrast förekommer från Costa Rica i södra Centralamerika söderut till Bolivia. Den delas in i sju underarter med följande utbredning:
- Catharus fuscater hellmayri – bergstrakter i Costa Rica och västra Panama (Chiriquí och Veraguas)
- Catharus fuscater mirabilis – östligaste Panama (berget Pirre)
- Catharus fuscater sanctaemartae – Sierra Nevada de Santa Marta (nordöstra Colombia)
- Catharus fuscater fuscater – östra Panama (berget Tacarcuna), östra Anderna i Venezuela till Ecuador
- Catharus fuscater opertaneus – västra Anderna i Colombia (Antioquía)
- Catharus fuscater caniceps – Anderna i norra och centrala Peru
- Catharus fuscater mentalis – Anderna i sydöstligaste Peru (Puno) och nordvästra Bolivia (La Paz)

## Levnadssätt
Arten hittas i medelhögt till högt belägna bergsskogar. Där håller den sig lågt ner, på eller nära marken. Den kan ses utmed stigar men är vanligen rätt skygg.

## Status och hot
Arten har ett stort utbredningsområde, men tros minska i antal, dock inte tillräckligt kraftigt för att den ska betraktas som hotad. Internationella naturvårdsunionen IUCN listar arten som livskraftig (LC).